# Gehyra brevipalmata
Gehyra brevipalmata là một loài thằn lằn trong họ Gekkonidae. Loài này được Peters mô tả khoa học đầu tiên năm 1874.